# Apache MyFaces
Az Apache MyFaces egy Apache Software Foundation projekt, amely egy nyílt forráskódú JavaServer Faces implementációt készít és tart karban számos JSF komponens könyvtárral együtt, melyek a telepíthetők a core implementációra. A projektet számos alprojektre bontották:
- Core: a JSF 1.1, JSF 1.2 és JSF 2.0 specifikáció és komponensek implementációja, melyet a JSR 127, JSR 252 és JSR 314 specifikált
- Portlet Bridge: a JSF Portlet Bridge specifikáció implementációja, melyet a JSR 301 specifikált
- Tomahawk: egy JSF komponens halmaz, melyet a MyFaces fejlesztői csoport fejlesztett ki, mielőtt a kódot Apache-nak adományozták volna
- Trinidad: egy JSF komponens halmaz, melyet az Oracle adományozott a MyFaces-nek, amelyet ADF Faces-ként ismert
- Tobago: egy JSF komponens halmaz, melyet a Atanion GmbH adományozott a MyFaces-nek
- Orchestra: egy keretrendszer, mely használható perzisztencia munkamenetek kezelésére különböző hatáskörökön keresztül
- Extensions Validator: egy JSF centrikus validációs keretrendszer, amely annotációkon alapul
- Others: Akárcsak ezek az  alprojektek, MyFaces-nek is rengeteg kisebb alprojektje van, pl. MyFaces Commons vagy MyFaces Shared. Ezek az alprojektek megtalálhatók itt Archiválva 2012. május 5-i dátummal a Wayback Machine-ben.

## Központi rész
A MyFaces Core alprojekt a JavaServer Faces specifikáció 1.1, 1.2 és 2.0. verziójának egy nyílt forráskódú implementációja. A legutolsó verzió a 2.0.0, amelyet 2010. április 21-én adták ki. A MyFaces Core minden fő kiadása tanúsítottan bizonyítja a Sun TCK-nak való megfelelést.
A központi alprojektet két almodulra osztották:
- MyFaces API implementálja az összes osztályt, amely definiálva van a specifikációban.
- MyFaces Impl "láthatatlan" támogató osztályokat biztosít, amelyeket a felhasználói kód nem hív meg direkt módon, de amely szükséges egy működő JSF keretrendszer számára. Ilyenek például a renderer osztályok a sztenderd JSF komponensek számára.

Ez utóbbi két almodult két külön könyvtárban adják közre: myfaces-api.jar és myfaces-impl.jar. Mindkettő szükséges, ahhoz, hogy telepíthető legyen egy JSF alapú web alkalmazás.
A MyFaces Core legutolsó kiadása a 2.0.3, amely Java 1.5 ill. későbbi verzióját igényli, továbbá a következőket: JSP 2.1, JSTL 1.2 és egy Java Servlet 2.5 implementációt.

## Külső hivatkozások
- Apache MyFaces website
- Apache Trinidad (former Oracle ADF Faces) Archiválva 2010. április 13-i dátummal a Wayback Machine-ben
- Apache Tobago
- Apache MyFaces Extensions Validator Archiválva 2012. május 14-i dátummal a Wayback Machine-ben

## Fordítás
Ez a szócikk részben vagy egészben  az   Apache MyFaces című angol Wikipédia-szócikk ezen változatának fordításán alapul.  Az eredeti cikk szerkesztőit annak laptörténete sorolja fel. Ez a jelzés csupán a megfogalmazás eredetét és a szerzői jogokat jelzi, nem szolgál a cikkben szereplő információk forrásmegjelöléseként.